# Жук у Жаманак
Жук у Жамана́к («час»), у вірменській міфології персоніфікація часу. Ж. у Ж. — сивочолий старий, сидить на вершині високої гори (на небі). Як розпорядник часу тримає в руках два клубки — білий і чорний. Він спускає з цього боку гори один клубок, при цьому його розмотуючи, другий клубок він змотує, піднімаючи його з того боку гори. Коли білий клубок (символізує день, денне небо), розмотуючись, доходить до низу, — світлішає і сходить сонце. Коли Ж. у Ж. змотує білий клубок, а чорний (символ ночі, нічного неба), розмотуючи, спускає вниз, — темніє і заходить сонце.